# Kate Comer
Kate Comer es una actriz estadounidense.

## Carrera
Comer creció en Sarasota, Florida, donde participó en el teatro comunitario. Cuando era adolescente, se obsesionó con películas como Trainspotting, Donnie Darko y Pretty in Pink. También se inspiró en personajes afroamericanos como Angela Moore de Boy Meets World. Estudió en el Howey Acting Studio, al que ella atribuye haber "permitido y alentado [a ella] ser [ella misma] al 100%. Se unió al elenco de New Warriors como el personaje Debrii en Freeform. Freeform abandonó el programa antes de cancelarlo. A pesar de esto, Comer mantiene una estrecha amistad con sus compañeros de reparto.

## Filmografía

### Cine
| Año  | Título                  | Papel                       | Notas                   |
| ---- | ----------------------- | --------------------------- | ----------------------- |
| 2007 | Wainy Days              | —                           | Asistente de producción |
| 2009 | Diet Cola Girl          | Diet Cola Girl              |                         |
| 2011 | Crying in Public        | Trabajadora de la cafetería | Cortometraje            |
| 2015 | Hello, My Name Is Doris | Chica hispter               |                         |
| 2019 | Wine Country            | Clem                        |                         |
| 2020 | King Knight             | Rowena                      |                         |

### Televisión
| Año       | Título                                     | Papel                        | Notas                                           |
| --------- | ------------------------------------------ | ---------------------------- | ----------------------------------------------- |
| 2009      | Dollhouse                                  | Encargada                    | Episodio: "Stop-Loss"                           |
| 2009-2011 | The Whitest Kids U' Know                   | Varios                       | 4 episodios                                     |
| 2013      | The Office                                 | Episodio: "Paper Airplane"   | 1 episodio                                      |
| 2013      | Mentes criminales                          | Casey                        | Episodio: "Final Shot"                          |
| 2013      | Murder in the First                        | Lisa Sunday                  | Episodio: "The City of Sisterly Love"           |
| 2014      | The Comeback                               | Rada                         | 3 episodios                                     |
| 2014-2015 | The Fosters                                | Hipster                      | 2 episodios                                     |
| 2015      | Shameless                                  | Profesora de arte            | Episodio: "Milk of the Gods"                    |
| 2015      | Other Space                                | Miembro de la tripulación #1 | Episodio: "Into the Great Beyond... Beyond"     |
| 2016      | Veep                                       | Secretaria                   | Episodio: "Inauguration"                        |
| 2016      | Roadies                                    | Robin                        | Episodio: "The Corporate Gig"                   |
| 2017      | Animal Kingdom                             | Eileen                       | Episodio: "Broken Boards"                       |
| 2017      | Modern Family                              | Destiny                      | Episodio: "It's the Great Pumpkin, Phil Dunphy" |
| 2018      | It's Always Sunny in Philadelphia          | Amanda                       | Episodio: "The Gang Escapes"                    |
| 2018      | New Warriors                               | Deborah Fields / Debrii      | Piloto de televisión                            |
| 2019      | I Think You Should Leave with Tim Robinson | Miranda                      | Episodio: "Thanks for Thinking They Are Cool"   |
| 2019      | Eres lo peor                               | Debbie / Ripped Jeans        | Episodio: "The One We Don't Talk About"         |
| 2019      | Lo que hacemos en las sombras              | Mujer del parque             | Episodio: "Piloto"                              |
| 2022      | The Dropout                                | Miriam                       | Episodio: Satori                                |